# Башлыбельская резня
Резня́ в Башлыбе́ле, также известная как Башлыбельская  трагедия (азерб. Başlıbel faciəsi) — массовое убийство мирных жителей Азербайджана в селе Башлыбель Кельбаджарского района Азербайджана, совершённое армянскими вооружёнными формированиями в 1993 году во время Первой карабахской войны.

## Предыстория
В начале апреля 1993 года в ходе наступления Кельбаджарский район был захвачен армянами. Жители района вынуждены были бежать от наступавших армянских вооружённых формирований. По данным Международного комитета Красного Креста 15 тысяч гражданских лиц, спасавшихся от наступающих армян, пропали без вести. Четыре азербайджанских вертолета МИ-8, перевозивших беженцев и раненых из зоны конфликта, потерпели крушение, последний из них был сбит армянскими силами. В то время 73 жителя села Башлыбель с населением около 2 тысяч человек не смогли вовремя покинуть свои дома и оказались отрезаны. 2 апреля группа жителей попыталась прорвать осаду, но безуспешно. Девять жителей были убиты на дороге, пятеро взяты в заложники. Ещё 62 человека пытались защитить себя, отступив в горы.

## Резня
Сбежавшим удалось скрываться всего 18 дней. 18 апреля 1993 г. армянские формирования обнаружили мирных жителей, прятавшихся в пещере и подвергли их интенсивному обстрелу из пулеметов и других видов оружия, в результате количество убитых внутри пещер составило 12 человек. 30 человек продолжили скрываться, сменив укрытие на другие пещеры в деревне. Спустя 113 дней, 17 июля, они покинули убежище и смогли избежать осады по секретным горным дорогам, двигаясь только ночью. 93-летний Алескер Кязимов не уехал из родного села и продолжил свою осадную жизнь в приюте. Всего было убито 27 или 29 пожилых людей, женщин и детей, а их трупы подверглись актам вандализма. Дома жителей села были разграблены и сожжены.

## Заявления свидетелей
Один из свидетелей бойни Исмат Азизов поделился воспоминаниями о 113 днях блокадной жизни:
4 апреля около 15-16 часов армянская разведгруппа на автомобиле УАЗ осмотрела село Башлыбель и вернулась. На следующий день армяне бо́льшими силами вторглись в Башлыбель. Посмотрели турбину и по очереди смотрели на подъезжающие к селу машины армян — 1 ЗИЛ-131, 1 ГАЗ-66, 1 УАЗ. Когда из села поднялся дым, мы были уверены, что дома горят. Поднявшись немного, мы увидели, что деревня покрыта дымом. Мы решили пойти посоветоваться с людьми, мы все собрались в пещере Портда после того, как армяне покинули село вечером в темноте. Фактически 3 апреля, еще при нахождении в селе, было решено укрыться в пещере Портда. Старейшинам не понравилась наша инициатива поехать в пещеру Наби, потому что она была далеко, они сказали, что мы должны пойти в Портда. 5 апреля, когда вооружённые армянские бандиты въехали в село на трёх машинах, они сначала разграбили и подожгли дом Камала Азимова, а затем подожгли дом Мухтарова Годжи. После этого они вошли в дома и начали собирать ковры.
Другой член группы из 62 человек, которые 113 дней находились в осаде армянской армией в селе Башлыбель, Эльшад Азизов сообщил, что в ночь с 18 на 19 апреля армяне взяли 14 заложников и убили 18 человек, укрывшихся в пещерах:
После внезапной метели в половине второго ночи основная часть вооружённых армянских бандитов отошла от пещеры Портда и начала возвращаться в село. Но их не удовлетворили зверства, которые они совершили против беспомощных мирных жителей, укрывшихся в пещерах. Бандиты, захватившие заложников, в ту ночь подожгли здание средней школы села Башлыбель. Съёмки (?) продолжались в пещере Портда. Подозревая, что выжившие всё ещё скрываются в пещерах, четверо бандитов открыли огонь из пулемётов ПК. Вугар из Зардаба был настоящим героем, который пытался защитить безоружных выживших в пещере. Он дрался насмерть и не позволил армянам найти тех, кто прятался в пещере. В мгновение ока Вугар Абдуллаев храбро поднялся ко входу в пещеру и сразил всех четверых бандитов. Когда он бежал на свою прежнюю позицию, в 3-4 метрах от пещеры в него попала брошенная одним из бандитов граната. В ту ночь Вугар принял мученическую смерть.

## В культуре
С апреля 2017 года Региональный центр по правам человека и СМИ при поддержке Совета государственной поддержки неправительственных организаций при Президенте Азербайджанской Республики запустил проект «Трагедия Башлыбеля: армянские зверства на языке очевидцев». Проект «Башлыбельская трагедия: армянские зверства на языке очевидцев» издан на азербайджанском и английском языках. В книге содержится информация об одном из зверств, совершённых армянами против азербайджанского народа — трагедии Башлыбель. Издание содержит мнения живых свидетелей резни в селе Башлыбель, воспоминания тех, кто принёс большие жертвы, чтобы спасти жизнь осаждённых детей и стариков.

## Расследование
После Второй карабахской войны и перехода Кельбаджарского района под контроль Азербайджана в селе Башлыбель Генеральной прокуратурой были проведены следственные действия и обнаружены останки 12 человек, захороненных на глубине 50 см. Об обнаружении останков в селе также заявлял президент Азербайджана Ильхам Алиев на ежегодных общих дебатах 76-й сессии Генеральной Ассамблеи ООН. Кроме того, в пещерах, где скрывались гражданские лица, были найдены различные предметы домашнего обихода, а также гильзы и пули. В ходе осмотра села Башлыбель также было обнаружено, что все жилые дома, административные здания и инфраструктура были полностью разрушены. Останки убитых гражданских лиц были эксгумированы и собраны для последующей судебно-медицинской экспертизы и генетических анализов. После идентификации они были перезахоронены на прежнем месте.